# Castelo de Riga

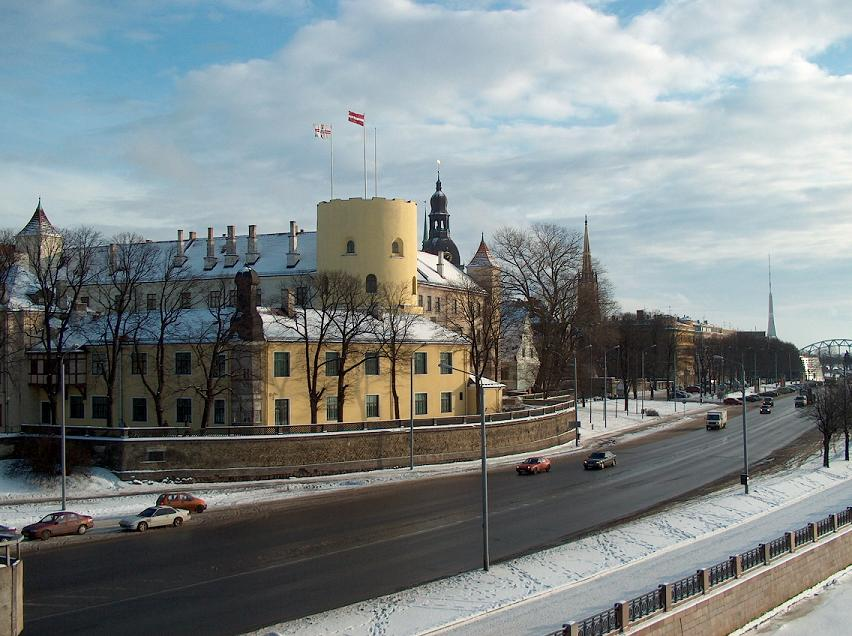
Vista do castelo

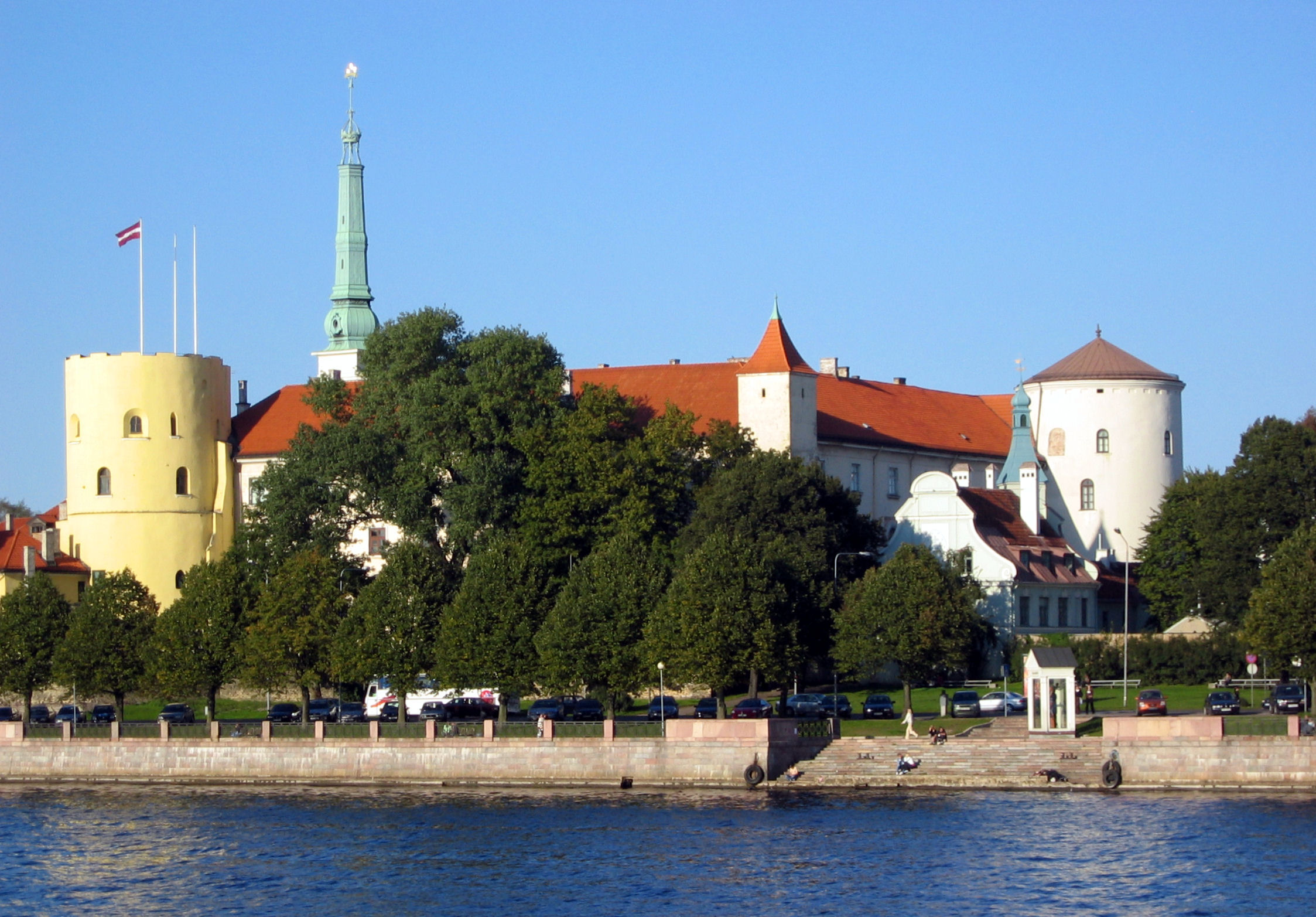

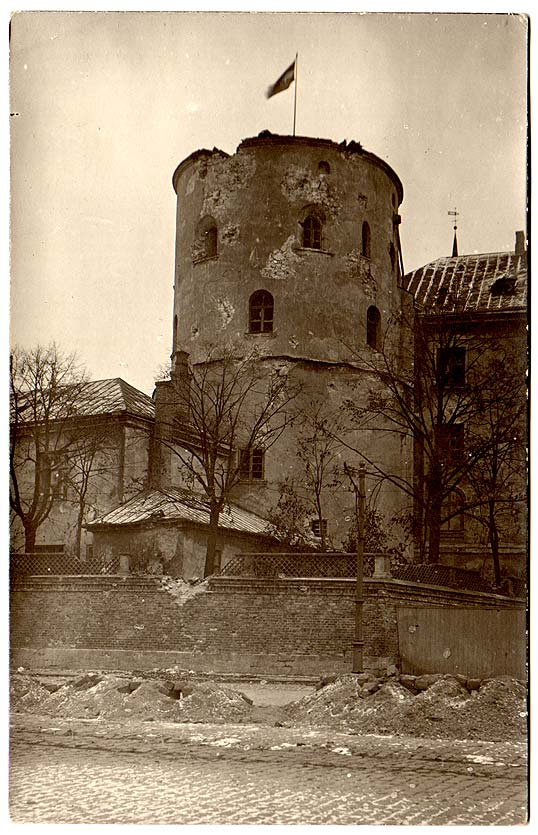

O Castelo de Riga (em letão: Rīgas pils) é um castelo nas margens do rio Duína Ocidental, em Riga, capital da Letônia. O castelo foi fundado em 1330. Esta estrutura foi cuidadosamente reconstruída entre 1497 e 1515. Após a conquista do castelo pelos suecos, foram construídos espaçosos anexos em 1641. A fortaleza foi reconstruida e aumentada continuamente entre o século XVII e XIX. Durante a década de 1930, foram efectuados trabalhos de renovação pelo arquiteto Eižens Laube. O governo letão declarou o castelo a sua residência em 1938. Hoje é a residência oficial do Presidente da Letónia e alberga vários museus.

## História
O castelo foi construído na base do tratado entre Riga e da Ordem da Livônia - durante o século XIII, os habitantes da cidade tinham-se revoltado contra a Ordem e demoliram o castelo no centro original da cidade. Devido às suas constantes desavenças com os habitantes locais, a Ordem preferiu construir um novo castelo fora das fronteiras da cidade, em vez de reconstruir o castelo original. O local ocupado pelo Convento do Espírito Santo - um hospital e abrigo para os pobres - foi escolhido, sendo o convento transferido para o local original do castelo. O castelo permaneceu como residência de Mestre da Ordem da Livônia, mas devido ao contínuo conflito com habitantes, a residência foi transferida para o Castelo de Cēsis, algum tempo antes de o castelo ser destruído por habitantes locais, em 1484. Estes eventualmente perderam a luta e foram obrigados a reconstruir o castelo - a restauração foi concluída em 1515. Depois da União de Wilno em 1561, a Ordem deixou de existir e o Castelo passou a ser lituano; em 1569 tornou-se uma fortaleza polaco-lituana. Em 1621, Riga ficou ao abrigo do Estado sueco e o Castelo foi utilizado como base da administração sueca.
Após a cidade ter ficado ao abrigo do estado russo, no início do século XVIII, o castelo alojou a administração e os tribunais do governo russo de Riga, bem como serviu como residência dos Governadores Gerais. Em 1922 o castelo passou a residência do Presidente da Letónia. Após a ocupação soviética, o castelo alojou o Conselho dos Comissários do Povo da República Socialista Soviética da Letónia, em 1940-1941. Em 1941 O Movimento dos Pioneiros foi alojado na parte norte do castelo, que por isso ficou conhecida como o Castelo dos Pioneiros. Vários museus estão alojados na parte sul do castelo. Após a independência da Letónia, foi restaurada a parte norte do castelo, tornando-se novamente a residência do Presidente da Letónia.

## Arquitetura
O Castelo foi inicialmente um edifício de três edifícios, que cercava um pátio rectangular, e tinha quatro torres rectangulares nos cantos. Depois do Castelo ter sido demolido em 1484, foi reconstruído com duas torres rectangulares substituindo duas rectangulares, devido aos últimos desenvolvimentos em tecnologias militares. O Castelo sofreu um grande desenvolvimento durante o século XVII, quando esteve quase constantemente em construção. Em 1682, um arsenal foi anexado ao castelo, sendo demolido cem anos mais tarde, em 1783, para dar lugar a um tribunal.